# Южная телекоммуникационная компания
Южная телекоммуникационная компания (ЮТК) — ранее существовавшая российская телекоммуникационная компания, одна из семи межрегиональных компаний связи (МРК), принадлежавших ОАО «Связьинвест». Прекратила свою деятельность 1 апреля 2011 года в результате присоединения к ОАО «Ростелеком» в качестве её макрорегионального филиала «Ростелеком-Юг».
Полное наименование — Открытое акционерное общество «Южная телекоммуникационная компания». Штаб-квартира располагалась в Краснодаре.
Основана в 2002 году.

## Собственники и руководство
Крупнейший акционер компании — холдинг «Связьинвест» (50,7 % голосующих акций).
Капитализация — $150,6 млн (1 сентября 2009 года).
Генеральный директор — Шипулин Александр Петрович. 

Председатель совета директоров — Вадим Семёнов.

## Деятельность
Компания работает в 10 субъектах ЮФО России, предоставляя широкий спектр телекоммуникационных услуг: телефонная связь, доступ в интернет, услуги ISDN и интеллектуальных сетей, построение VPN, кабельное телевидение, услуги call-центров, проводное вещание и другие.
Летом 2005 года для услуг интернет ОАО «ЮТК» была создана торговая марка «DISEL», под которой предоставляется широкополосный доступ абонентов к интернет по технологии xDSL. В декабре 2008 года к этой услуге было подключено 300 000 абонентов.
Численность персонала компании за 2008 год — 26,3 тыс. человек.
Выручка компании за 2008 год (РСБУ) — 20,9 млрд руб. (за 2007 год — 19,8 млрд руб.), чистая прибыль — 557 млн руб. (1,83 млрд руб.).
1 апреля 2011 года ОАО «Южная телекоммуникационная компания» было исключено из Единого государственного реестра юридических лиц в связи с присоединением к ОАО «Ростелеком», который стал правопреемником по всем правам и обязательствам компании.

## Критика
ЮТК не раз обвинялась в нарушении антимонопольного законодательства и завышении цен на услугу доступа в интернет.